# Steinheid
Steinheid is een ortsteil van de stad Neuhaus am Rennweg in de Duitse deelstaat Thüringen. Op 1 december 2011 werd de voormalige gemeente Steinheid bij Neuhaus am Rennweg gevoegd.